# Matsbosjön (Hedemora)
Matsbosjön är en sjö i Matsbo, Hedemora kommun i Dalarna och ingår i Dalälvens huvudavrinningsområde. Vid sjön finns en kommunal badplats.